# Lago Tengiz

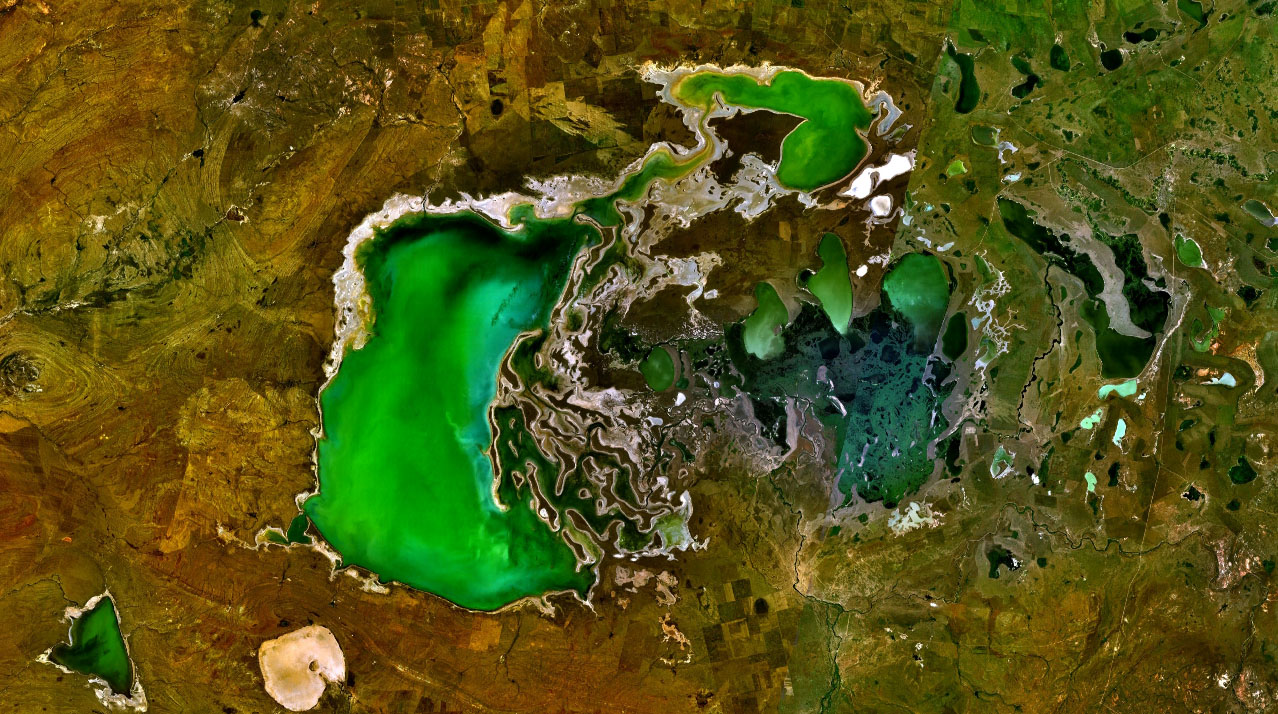
El lago como aparece en el globo terráqueo virtual en World Wind

El lago Tengiz (en kazajo: Теңіз көлі; en ruso: Тенгиз) es un lago salino endorreico de Kazajistán, localizado en la parte central del país, en la región de las Tierras Altas, en las provincias de Almaty y Karaganda. Tiene una superficie de 1 590 km², una profundidad media de 2,5 m y máxima de 6,7 m. Su altitud es de 304 m sobre el nivel del mar y sus costas son generalmente bajas.
El lago Tengiz es un importante humedal para las aves, designado como sitio Ramsar de humedales de importancia internacional. 295 especies de aves han sido avistadas en el lago de Tengiz, de las que 22 están en peligro de extinción. El lago es parte de la Reserva Natural Korgalzhyn, que fue nominada en 2008, junto con la Reserva Natural Naurzum, como el primer sitio natural Patrimonio de la Humanidad de la UNESCO en Kazajistán (Saryarka - Estepa y lagos del Kazajistán septentrional).
El 16 de octubre de 1976, la nave espacial Soyuz 23, aunque no estaba previsto en el objetivo inicial, amerizó en el lago.